# 外傷学

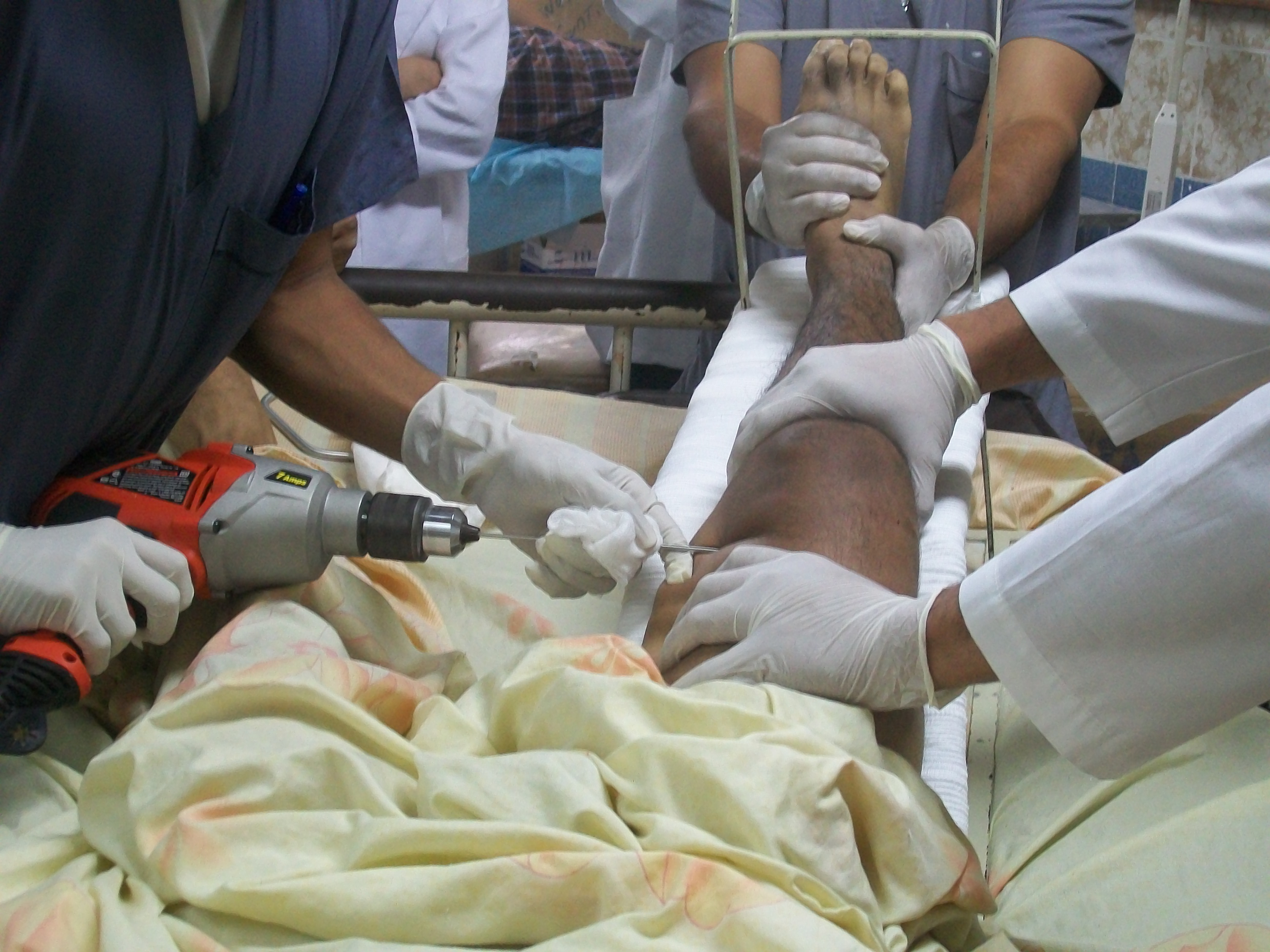
大腿骨骨折の手術の様子

外傷学(がいしょうがく、英語: traumatlogy)とは事故、暴力や自傷行為によって生じた様々な外傷が人体に及ぼす影響やその治療法などについて研究する医学(外科学)の一分野である。
英語ではtraumatlogy、ロシア語ではтравматоло́гияと呼ぶが、それらはギリシャ語で「傷」や「怪我」を表すτραῦμαに「～学」という意味の接尾辞であるλόγος が合わせられた語である。また、急性ストレス反応の治療など負傷者の精神を安定化させることも含まれる。関連分野には四肢および脊柱疾患や外傷を中心に、骨・関節・筋肉を主に扱う整形外科学がある。